# Ишеевский сельсовет
Ишеевский сельсовет — муниципальное образование в Ишимбайском районе Башкортостана.
Административный центр — село Ишеево.

## История
Образовано в ходе муниципальной реформы, в соответствии с законом Республики Башкортостан от 17.12.2004 года № 126-З «О границах, статусе и административных центрах муниципальных образований в Республике Башкортостан» имеет статус сельского поселения.
Законом Республики Башкортостан от 16 декабря 2004 года «Об изменениях в административно-территориальном устройстве Республики Башкортостан, изменениях границ и преобразованиях муниципальных образований в Республике Башкортостан» было передано часть территории площадью 371 га Ишеевского сельсовета Ишимбайского района в состав территории города Стерлитамака.

## Население
| 2002  | 2009  | 2010  | 2012  | 2013  | 2014  | 2015  |
| ----- | ----- | ----- | ----- | ----- | ----- | ----- |
| 3293  | ↗3725 | ↘3379 | ↗3424 | ↘3345 | ↘3312 | ↗3364 |
| 2016  | 2017  | 2018  |       |       |       |       |
| ↘3358 | ↘3281 | ↘3234 |       |       |       |       |

## Состав сельского поселения
| № | Населённый пункт | Тип населённого пункта       | Население |
| - | ---------------- | ---------------------------- | --------- |
| 1 | Ишеево           | село, административный центр | ↘1000     |
| 2 | Ахмерово         | село                         | ↘984      |
| 3 | Канакаево        | деревня                      | ↘776      |
| 4 | Восток           | деревня                      | ↗223      |
| 5 | Урняк            | деревня                      | ↘119      |
| 6 | Янги-Аул         | деревня                      | ↘116      |
| 7 | Октябрь          | деревня                      | ↘91       |
| 8 | Карасёвка        | деревня                      | ↘70       |

## Экономика
Два крупных сельхозпроизводителя: Ишимбайское отделение ОАО «Зирганская МТС» в д. Канакаево и ООО «Интернационал» в с. Ишеево. Зарегистрировано 9 КФХ.
На территории сельсовета работают три школы, три детских сада, две амбулатории, два ФАПа, три СДК,
ЗАО «Сырьевая компания», ООО «ЛТК Урал-сервис»,  компания "Ишеевские стройматериалы".
Торговое обслуживание населения осуществляется 12 частными магазинами, имеется 11 пилорам и 1 пекарня.

## Достопримечательности
Гора Тратау, в семи километрах от села Ишеева.

## Религия
Мечетей: действующие — 4 (Ишеево, Канакаево, Ахмерово, Урняк).